# Sansy Kaba Diakité
Pour les articles homonymes, voir Kaba.
Sansy Kaba Diakité, né le 21 septembre 1977 à Kankan (Guinée), est un éditeur guinéen.
Fondateur et directeur des éditions l'Harmattan Guinée depuis 2006.

## Biographie

### Origines

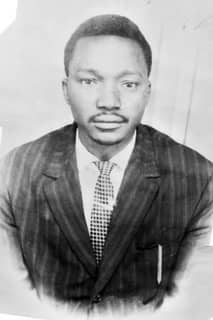
Père de sansy

Petit-fils de Bonko Diakité et de Mahamoud Kaba, fils de Bentou Mady né en 1933 à Gaoua.

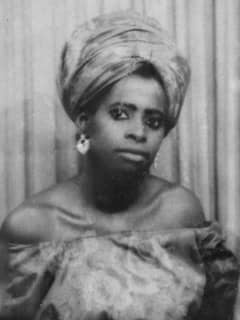
Kadiatou Kaba

Enfant de Kankoula, une des six grandes familles de Kefina, dans Kabada (Kankan) et de Kadiatou Kaba, née en 1942 de la famille des Kaba de Kankan.

### Enfance et études
Né en 1977 en Haute-Guinée, Sansy Kaba Diakité effectue ses études à l’école primaire Almamy Samory Touré, à Kabada, au collège Morifindjan Diabaté de kankan et obtient le brevet d’étude de premier cycle. Il est orienté au lycée 3 Avril de kankan en sciences mathématiques où il obtient le Baccalauréat première et deuxième partie en 1996.
Entre 1997 et 1999 à l’Institut Polytechnique de Conakry, il intègre le centre préparatoire commun, une école préparatoire d’Ingénieur puis entre 1999 à 2003 la faculté de droits en sciences économiques et de gestion d'où il est diplômé en 2003 de maîtrise en sciences économiques.
En 2003, il obtient une bourse de l’État français pour poursuivre ses études à IUP Charles Gide, Université du Mans en France, dans la section gestion et management des entreprises de l’économie sociale. Il fait une soutenance qui a pour thème la création et la gestion d’une maison d’édition, ce qui lui donne un stage de six mois auprès de la maison d’édition française l'Harmattan à Paris.

## Parcours professionnel
En 2004, il devient coordinateur du projet organisation de l’université internationale d’été en Guinée regroupent 136 jeunes participants de 18 à 25 ans d’Afrique francophone. 
En septembre 2006, il crée la maison d'édition L’Harmattan, de diffusion, de droit guinéen et représentant des Éditions l’Harmattan (France).
Depuis 2008, il est le directeur du salon du livre guinéen les 72 Heures du livre de Conakry, un événement annuel organisé pour célébrer le livre et des auteurs en Guinée,
En 2017, il est designer en tant que commissaire général de Conakry capitale mondiale du livre par un comité international d'experts le 30 juin au siège de l'UNESCO à Paris poste qu'il occupe jusqu'en mars 2018 ,,.

### Vie privée
Sansy Kaba Diakité est marié et père de trois enfants.

## Œuvre
- Covid-19, Témoignages de Guinée[6].